# Cerisy-Belle-Étoile
Cerisy-Belle-Étoile è un comune francese di 778 abitanti situato nel dipartimento dell'Orne nella regione della Normandia.
Il suo territorio è bagnato dalle acque del fiume Noireau.

## Società

### Evoluzione demografica
Abitanti censiti